# Diada de Sant Fèlix 2007
La diada castellera de Sant Fèlix 2007 es va celebrar el dissabte dia 30 d'agost del 2007 a la plaça de la Vila de Vilafranca del Penedès. Les colles participants van ser els Castellers de Vilafranca, la Colla Vella dels Xiquets de Valls, la Colla Joves Xiquets de Valls i els Minyons de Terrassa i totes van assolir, com a mínim, dos castells de la gamma de nou, inclosos dos castells de Gamma Extra descarregats i dos més de carregats. A més, els Castellers de Vilafranca van intentar, en dues ocasions i sense aconseguir-lo, el 3 de 10 amb folre i manilles.
Com a dada rellevant, fou el primer cop s'emeté una diada de Sant Fèlix en directe per un canal de Televisió de Catalunya (pel Canal 33).

## Resultats
| Resultat              |
| --------------------- |
| Descarregat (D)       |
| Carregat (C)          |
| Intent (I)            |
| Intent desmuntat (ID) |

Llegenda: f: amb folre, fm: amb folre i manilles, fa: amb folre i l'agulla o el pilar al mig, sf: sense folre.
| Ordre        | Colla                             | Entrada | 1a ronda  | 2a ronda    | 3a ronda   | Repetició | Pilars |
| ------------ | --------------------------------- | ------- | --------- | ----------- | ---------- | --------- | ------ |
| 1a           | Castellers de Vilafranca          | Pde4cam | 4d9fa (c) | 3d10fm (id) | 3d10fm (i) | 2d9fm     | Pd8fm  |
| 2a           | Colla Joves Xiquets de Valls      | Pde4cam | 3d9f (c)  | 5d8         | 4d9f       |           | Pd5    |
| 3a           | Minyons de Terrassa               | Pde4cam | 3d9f      | 2d9fm (c)   | 4d9f       |           | 2×Pd5  |
| 4a           | Colla Vella dels Xiquets de Valls | Pde4cam | 3d9f      | 4d9f        | 5d8        |           | 3×Pd5  |
| Referències: |                                   |         |           |             |            |           |        |